# Erskine (Minnesota)
Erskine és una població dels Estats Units a l'estat de Minnesota. Segons el cens del 2000 tenia 437 habitants.

## Demografia
Segons el cens del 2000, Erskine tenia 437 habitants, 203 habitatges, i 111 famílies. La densitat de població era de 228 habitants per km².
Dels 203 habitatges en un 25,6% hi vivien nens de menys de 18 anys, en un 40,9% hi vivien parelles casades, en un 10,3% dones solteres, i en un 45,3% no eren unitats familiars. En el 42,4% dels habitatges hi vivien persones soles el 25,6% de les quals corresponia a persones de 65 anys o més que vivien soles. El nombre mitjà de persones vivint en cada habitatge era de 2,15 i el nombre mitjà de persones que vivien en cada família era de 2,95.
Per edats la població es repartia de la següent manera: un 25,6% tenia menys de 18 anys, un 6,6% entre 18 i 24, un 20,4% entre 25 i 44, un 21,3% de 45 a 60 i un 26,1% 65 anys o més.
L'edat mediana era de 43 anys. Per cada 100 dones de 18 o més anys hi havia 77,6 homes.
La renda mediana per habitatge era de 26.771 $ i la renda mediana per família de 35.278 $. Els homes tenien una renda mediana de 33.333 $ mentre que les dones 19.375 $. La renda per capita de la població era de 18.122 $. Entorn del 17,3% de les famílies i el 18,1% de la població estaven per davall del llindar de pobresa.

## Poblacions més properes
El següent diagrama mostra les poblacions més properes.